# Мак-Доно (Джорджия)
Мак-Доно (англ. McDonough) — город и административный центр округа Генри в штате Джорджия в Соединённых Штатах Америки.
Согласно данным переписи населения США 2020 года число жителей города 
составляло 29 051 человек.

## История
Основанный в 1823 году город был назван в честь морского офицера Томаса Макдоноу.

## География
Мак-Доно расположен в 28 милях (45 км) к юго-востоку от центра города Атланты и является частью столичного района Атланты. Некорпоративные сообщества Блексвилл, Флиппен, Келлитаун и Ола расположены поблизости и адреса в этих сообществах имеют почтовые индексы Мак-Доно.
По данным Бюро переписи населения США, город имеет общую площадь 12,9 квадратных миль (33,4 км2), из которых 12,7 квадратных миль (32,9 км2) приходится на сушу и 0,2 квадратных мили (0,5 км2 или 1,5 %) — на водную поверхность.